# در سایه ستاره‌ها
در سایه ستاره‌ها (انگلیسی: In the Shadow of the Stars) فیلمی در ژانر مستند به کارگردانی ایروینگ ساراف و الی لایت است که در سال ۱۹۹۱ منتشر شد. فیلم دربارهٔ اپرای سان فرانسیسکو است و زندگی تعدادی از اعضای گروه کر را به جای پرداختن به زندگی نام‌های بزرگ ستاره‌ها، به تصویر می‌کشد. این فیلم در سال ۱۹۹۱ برنده جایزه اسکار بهترین فیلم مستند شده‌است.